# Mykulytschi (Butscha)
Mykulytschi (ukrainisch Микуличі; russisch Микуличи Mikulitschi) ist ein Dorf in der ukrainischen Oblast Kiew mit etwa 2700 Einwohnern (2011).

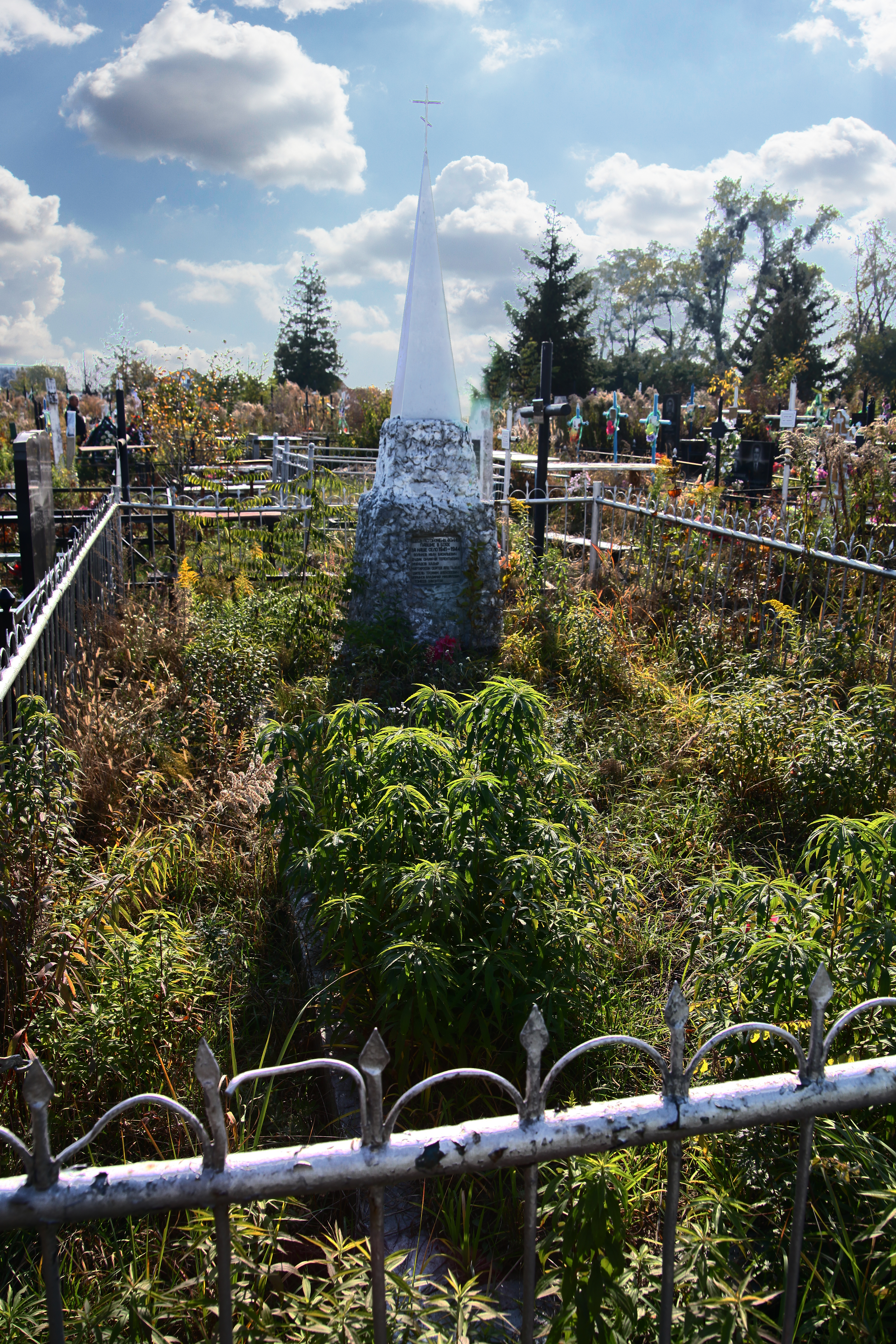
Denkmal im Ort

Das Anfang des 15. Jahrhunderts erstmals schriftlich erwähnte Dorf liegt am Ufer des Topirez (Топірець), einem 13 km langen Nebenfluss des zum Irpin fließenden Rokatsch (Рокач) zwischen den Siedlungen städtischen Typs Klawdijewo-Tarassowe im Westen und Nemischajewe im Osten.
Durch das Dorf verläuft die Fernstraße M 07 / E 373, über die das ehemalige Rajonzentrum Borodjanka nach 15 km in nordwestliche und Kiew nach 40 km in südöstliche Richtung zu erreichen ist.
Am 12. Juni 2020 wurde das Dorf ein Teil der neugegründeten Siedlungsgemeinde Nemischajewe, bis dahin bildete es die gleichnamige Landratsgemeinde Mykulytschi (Микулицька сільська рада/Mykulyzka silska rada) im Osten des Rajons Borodjanka.
Am 17. Juli 2020 kam es im Zuge einer großen Rajonsreform zum Anschluss des Rajonsgebietes an den Rajon Butscha.